# 袁东星
袁东星（1955年9月24日—），女，厦门人，毕业于厦门大学化学系，前任厦门大学海洋与环境学院院长、厦门大学环境与生态学院教授，现已退休。

## 生平
1982年毕业于厦门大学化学系，后留校任教。之后赴美国爱荷华大学攻读博士学位，于1988年取得哲学博士。1989年至1991年间，于厦门大学化学系从事博士后的工作，并在1991年担任了厦门大学副教授。在1992年至1993年间，她在德国P-E公司原子光谱实验室进行合作科研，并于1994年荣升厦门大学教授。1999年担任美国德州农工大学GERG研究所高访。

## 主要事迹
在厦门PX项目事件中，袁东星教授凭借专业知识对此项目作出了反对，并最终迫使PX项目迁址。

## 研究方向
长期从事环境有机污染物的迁移转化及归宿研究、海洋现场原位测定方法及相应仪器研发、环境样品预处理新技术的建立与发展的相关研究。

## 获得荣誉
- 2009年9月获福建省教学名师奖。
- 2012年3月获厦门大学首届“最受欢迎女教师”称号。[1]